# Torneo de Roland Garros 2010
La edición 109.ª de los Internacionales de Francia de Roland Garros se celebra entre el 23 de mayo y el 6 de junio en las pistas del Stade Roland Garros de París, Francia. Este torneo es uno de los cuatro que conforman el Grand Slam de tenis, siendo exactamente el segundo en orden cronológico, después del Abierto de Australia 2010 disputado en el mes de enero.
Previa
El cuadro de ganadores en la edición 2009 está expuesto a nuestra derecha y muestra quiénes son los "defensores del título". El mayor interés estaba en conocer si Rafael Nadal podría optar a ganar el torneo de nuevo y enfrentarse al n.º 1, Roger Federer, después de la decepción por la derrota ante Söderling, a la postre finalista del torneo, en el 2009.
En el cuadro femenino, Kuznetsova, n.º 6 del ranking WTA (semana de 17 de mayo de 2010), tendría muy difícil repetir la sorprendente victoria de la edición 2009. Las hermanas Williams, Dinara Sáfina y una emergente Caroline Wozniacki estaban preparadas para que ello no ocurriese.
Con el comienzo de la temporada de tierra batida en el mes de abril, en los torneos de Grand Prix Hassan II de Casablanca, Houston, Montecarlo, Hamburgo, Conde Godó de Barcelona, Roma o Madrid, se analizó el punto de forma con la que llegaban los principales favoritos a la tierra parisina. Lo que estaban viendo los aficionados es que Rafael Nadal estaba recuperando su mejor versión tras vencer en Montecarlo, Roma y Madrid. Sin embargo, una nota negativa, en las semanas previas se presentaron multitud de inesperadas e importantes bajas en el torneo.

## Lista de bajas
Mientras se desarrollaba la fase previa del torneo, los principales tenistas llegaban a París y aprovechaban para entrenarse en las instalaciones. Todos los participantes conocieron el cuadro de enfrentamientos después del sorteo que se celebró el 21 de mayo.
En este sorteo no estaban algunos ilustres del circuito, ya que el torneo se topó con una larga lista de bajas. A las ya esperadas ausencias del argentino Juan Martín del Potro y del ruso Nikolái Davydenko, ambos con problemas de muñeca, se debió de añadir la de David Nalbandian, que seguía recuperándose de sus molestias en el isquiotibial izquierdo. Tampoco estuvo ante su público Gilles Simon, con una inflamación del tendón rotuliano derecho.
La lista de bajas no se había parado ahí. Tommy Haas, James Blake o Ígor Andréiev tampoco habían inscrito su nombre en la lista de participantes. Lo mismo ocurría con Carlos Moyá, que tras volver en el Masters de Madrid sin éxito, prefirió descansar para intentar solucionar sus molestias en el pie, mientras que Ivo Karlović tenía problemas en el tendón de Aquiles y también se quedaba fuera.
En el cuadro femenino, destacó la ausencia de la belga Kim Clijsters. Fue finalista en 2001 y 2003 pero no pudo luchar por su primer título en París. Tampoco estuvieron Sania Mirza, Urszula Radwańska, Anna-Lena Grönefeld ni Sabine Lisicki.

## El sorteo
El sorteo para conocer los diferentes cuadros de emparejamientos se celebró el viernes, 21 de mayo, alrededor del mediodía en París. En el cuadro masculino, Andy Murray, n.º 4 de la ATP (semana del 17 de mayo), cayó en el sector que nadie quería, contra el francés Richard Gasquet en primera ronda. Mientras, en el cuadro femenino, la expectación estuvo centrada en dónde aterrizaba la belga Justine Henin, actual n.º 22 de la WTA (semana del 17 de mayo). Después de dos años de ausencia de la tierra parisina, puede ser la gran animadora del torneo. Se podría dar un interesante duelo en cuartos entre ella y la actual n.º 1, la norteamericana Serena Williams.

## Desarrollo del torneo

### Día 1: Domingo, 23 de mayo
En el primer día de competición, se celebraron las primeras eliminatorias de los cuadros individuales, tanto del masculino como del femenino. El programa establecía 32 partidos en 8 pistas, de los cuales sólo uno de ellos tuvo que acabarse en la jornada siguiente, el de Michael Yani contra el eslovaco Lukas Lacko. 
En la competición masculina, Söderling (n.º 5) se deshizo del local Recouderc por 3 sets a 0, al igual que Yuzhny (n.º 11) de Przysiezny. Otros cabeza de serie como Montañés (n.º 29) y Guillermo García (n.º 32) obtuvieron idéntico resultado ante sus rivales. Dos top-ten, como Marin Čilić y Tsonga tuvieron más problemas de los previstos. El croata cedió 1 set ante el brasileño Mello y el francés tuvo que adjudicarse el partido en el quinto y definitivo set ante un combativo Daniel Brands. El único cabeza de serie que ha resultado eliminado fue el letón Ernests Gulbis (n.º 23), que se tuvo que retirar por lesión en el tercer set de su encuentro. De todos modos, el marcador ya era muy adverso para sus intereses, 6-4, 6-4 y 1-0, ante el galo Benneteau.
En el cuadro femenino hubo más sorpresas. Victoria Azarenka (n.º 10) cedió ante la argentina Gisela Dulko por 1-6 y 2-6, y la n.º 20, María José Martínez, no pudo con la uzbeka Amanmuradova, también en dos sets. Dentro del top-ten, la defensora del título, Kuznetsova, y la norteamericana Venus Williams, derrotaron sin muchas dificultades a sus contendientes por 2-0, la rumana Cirstea y la suiza Schnyder, respectivamente. Otras cabezas de serie también cumplieron los pronósticos. La francesa Rezai se clasificó para la siguiente ronda por un doble 6-1 ante la canadiense El Tabahk; Petrova, n.º 19, ganó a la china Shuai, al igual que María Kirilenko, la italiana Pennetta (n.º 14) y la eslovaca Cibulkova, por 2 sets a 0.

## Resultados finales
En los cuadros de dobles no hubo mayores sorpresas: en el dobles masculino, la pareja clasificada Nro. 2 del mundo, Daniel Nestor - Nenad Zimonjić, terminó imponiéndose sobre la clasificada Nro. 3, formada por Lukas Dlouhy - Leander Paes. Tampoco fue sorpresa la victoria final del dobles femenino, en que se impusieron las hermanas Venus y Serena Williams.
En cambio, en los cuadros de singles hubo dos sorpresas mayúsculas. No tanto por la victoria de Rafael Nadal en el cuadro masculino, que ya había ganado otras cuatro veces el torneo, como por la derrota en cuartos de final de Roger Federer, que había logrado estar al menos en las semifinales de los últimos 23 torneos de Grand Slam. Esta combinación de eventos — la temprana derrota de Federer y la victoria de Nadal — llevó a este último nuevamente al Nro. 1 del ranking mundial de la ATP .
En el torneo femenino, fue una verdadera sorpresa la victoria de Francesca Schiavone, hasta entonces n.º 17 del ranking de la WTA, que en su carrera sólo había ganado 3 torneos de singles y 7 de dobles, y que por primera vez ganaba un torneo de Grand Slam. También ingresó por primera vez a los "top ten" del ranking como resultado de su victoria, alcanzando el puesto n.º 6. Aún resulta más llamativo dado que a la novel triunfadora le faltaban pocos días para cumplir los 30 años de edad.

## Cuadros Finales

### Categoría sénior

#### Individual masculino
|  | Cuartos de final | Cuartos de final | Cuartos de final | Cuartos de final | Cuartos de final | Cuartos de final | Cuartos de final |    |                 | Semifinales   | Semifinales | Semifinales | Semifinales | Semifinales | Semifinales | Semifinales |                 |   | Final | Final | Final | Final | Final | Final | Final |  |
|  |                  |                  |                  |                  |                  |                  |                  |    |                 |               |             |             |             |             |             |             |                 |   |       |       |       |       |       |       |       |  |
|  |                  |                  |                  |                  |                  |                  |                  |    |                 |               |             |             |             |             |             |             |                 |   |       |       |       |       |       |       |       |  |
|  | 1                | Roger Federer    | 6                | 3                | 5                | 4                |                  |    |                 |               |             |             |             |             |             |             |                 |   |       |       |       |       |       |       |       |  |
|  | 1                | Roger Federer    | 6                | 3                | 5                | 4                |                  |    |                 |               |             |             |             |             |             |             |                 |   |       |       |       |       |       |       |       |  |
|  | 5                | Robin Söderling  | 3                | 6                | 7                | 6                |                  |    |                 |               |             |             |             |             |             |             |                 |   |       |       |       |       |       |       |       |  |
|  | 5                | Robin Söderling  | 3                | 6                | 7                | 6                |                  | 5  | Robin Söderling | 6             | 3           | 5           | 6           | 6           |             |             |                 |   |       |       |       |       |       |       |       |  |
|  |                  |                  |                  |                  |                  |                  |                  | 5  | Robin Söderling | 6             | 3           | 5           | 6           | 6           |             |             |                 |   |       |       |       |       |       |       |       |  |
|  |                  |                  | 15               | Tomáš Berdych    | 3                | 6                | 7                | 3  | 3               |               |             |             |             |             |             |             |                 |   |       |       |       |       |       |       |       |  |
|  | 15               | Tomáš Berdych    | 15               | Tomáš Berdych    | 3                | 6                | 7                | 3  | 3               | 6             | 6           | 6           |             |             |             |             |                 |   |       |       |       |       |       |       |       |  |
|  | 15               | Tomáš Berdych    |                  |                  |                  |                  |                  |    |                 |               |             | 6           |             |             |             |             |                 |   |       |       |       |       |       |       |       |  |
|  | 11               | Mijaíl Yuzhny    | 3                | 1                | 2                |                  |                  |    |                 |               |             |             |             |             |             |             |                 |   |       |       |       |       |       |       |       |  |
|  | 11               | Mijaíl Yuzhny    | 3                | 1                | 2                |                  |                  |    |                 |               |             |             |             |             |             | 5           | Robin Söderling | 4 | 2     | 4     |       |       |       |       |       |  |
|  |                  |                  |                  |                  |                  |                  |                  |    |                 |               |             |             |             |             |             |             | Robin Söderling | 4 | 2     | 4     |       |       |       |       |       |  |
|  |                  |                  | 2                | Rafael Nadal     | 6                | 6                | 6                |    |                 |               |             |             |             |             |             |             |                 |   |       |       |       |       |       |       |       |  |
|  | 22               | Jürgen Melzer    | 2                | Rafael Nadal     | 6                | 6                | 6                | 3  | 2               | 6             | 7           | 6           |             |             |             |             |                 |   |       |       |       |       |       |       |       |  |
|  | 22               | Jürgen Melzer    |                  |                  |                  |                  |                  |    |                 |               |             | 6           |             |             |             |             |                 |   |       |       |       |       |       |       |       |  |
|  | 3                | Novak Djokovic   | 6                | 6                | 2                | 63               | 4                |    |                 |               |             |             |             |             |             |             |                 |   |       |       |       |       |       |       |       |  |
|  | 3                | Novak Djokovic   | 6                | 6                | 2                | 63               | 4                |    | 22              | Jürgen Melzer | 2           | 3           | 6           |             |             |             |                 |   |       |       |       |       |       |       |       |  |
|  |                  |                  |                  |                  |                  |                  |                  |    | 22              | Jürgen Melzer | 2           | 3           | 6           |             |             |             |                 |   |       |       |       |       |       |       |       |  |
|  |                  |                  | 2                | Rafael Nadal     | 6                | 6                | 7                |    |                 |               |             |             |             |             |             |             |                 |   |       |       |       |       |       |       |       |  |
|  | 19               | Nicolás Almagro  | 2                | Rafael Nadal     | 6                | 6                | 7                | 62 | 63              | 4             |             |             |             |             |             |             |                 |   |       |       |       |       |       |       |       |  |
|  | 19               | Nicolás Almagro  |                  |                  |                  |                  |                  |    |                 |               |             |             |             |             |             |             |                 |   |       |       |       |       |       |       |       |  |
|  | 2                | Rafael Nadal     | 7                | 7                | 6                |                  |                  |    |                 |               |             |             |             |             |             |             |                 |   |       |       |       |       |       |       |       |  |
|  | 2                | Rafael Nadal     | 7                | 7                | 6                |                  |                  |    |                 |               |             |             |             |             |             |             |                 |   |       |       |       |       |       |       |       |  |
|  |                  |                  |                  |                  |                  |                  |                  |    |                 |               |             |             |             |             |             |             |                 |   |       |       |       |       |       |       |       |  |

#### Individual femenino
|  | Cuartos de final | Cuartos de final    | Cuartos de final | Cuartos de final    | Cuartos de final |    |                     | Semifinales     | Semifinales | Semifinales     | Semifinales | Semifinales |  |  | Final | Final | Final | Final | Final |  |
|  |                  |                     |                  |                     |                  |    |                     |                 |             |                 |             |             |  |  |       |       |       |       |       |  |
|  |                  |                     |                  |                     |                  |    |                     |                 |             |                 |             |             |  |  |       |       |       |       |       |  |
|  | 1                | Serena Williams     | 2                | 7                   | 6                |    |                     |                 |             |                 |             |             |  |  |       |       |       |       |       |  |
|  | 1                | Serena Williams     | 2                | 7                   | 6                |    |                     |                 |             |                 |             |             |  |  |       |       |       |       |       |  |
|  | 7                | Samantha Stosur     | 6                | 62                  | 8                |    |                     |                 |             |                 |             |             |  |  |       |       |       |       |       |  |
|  | 7                | Samantha Stosur     | 6                | 62                  | 8                |    | 7                   | Samantha Stosur | 6           | 6               |             |             |  |  |       |       |       |       |       |  |
|  |                  |                     |                  |                     |                  |    | 7                   | Samantha Stosur | 6           | 6               |             |             |  |  |       |       |       |       |       |  |
|  |                  |                     | 4                | Jelena Janković     | 1                | 2  |                     |                 |             |                 |             |             |  |  |       |       |       |       |       |  |
|  | 4                | Jelena Janković     | 4                | Jelena Janković     | 1                | 2  | 7                   | 6               |             |                 |             |             |  |  |       |       |       |       |       |  |
|  | 4                | Jelena Janković     |                  |                     |                  |    |                     |                 |             |                 |             |             |  |  |       |       |       |       |       |  |
|  |                  | Yaroslava Shvédova  | 5                | 4                   |                  |    |                     |                 |             |                 |             |             |  |  |       |       |       |       |       |  |
|  |                  |                     |                  |                     |                  |    |                     |                 | 7           | Samantha Stosur | 4           | 62          |  |  |       |       |       |       |       |  |
|  |                  |                     |                  |                     |                  |    |                     |                 |             |                 |             |             |  |  |       |       |       |       |       |  |
|  |                  |                     | 17               | Francesca Schiavone | 6                | 7  |                     |                 |             |                 |             |             |  |  |       |       |       |       |       |  |
|  | 17               | Francesca Schiavone | 17               | Francesca Schiavone | 6                | 7  | 6                   | 6               |             |                 |             |             |  |  |       |       |       |       |       |  |
|  | 17               | Francesca Schiavone |                  |                     |                  |    |                     |                 |             |                 |             |             |  |  |       |       |       |       |       |  |
|  | 3                | Caroline Wozniacki  | 2                | 3                   |                  |    |                     |                 |             |                 |             |             |  |  |       |       |       |       |       |  |
|  | 3                | Caroline Wozniacki  | 2                | 3                   |                  | 17 | Francesca Schiavone | 7               |             |                 |             |             |  |  |       |       |       |       |       |  |
|  |                  |                     |                  |                     |                  | 17 | Francesca Schiavone | 7               |             |                 |             |             |  |  |       |       |       |       |       |  |
|  |                  |                     | 5                | Yelena Deméntieva   | 63               | r  |                     |                 |             |                 |             |             |  |  |       |       |       |       |       |  |
|  | 5                | Yelena Deméntieva   | 5                | Yelena Deméntieva   | 63               | r  | 2                   | 6               | 6           |                 |             |             |  |  |       |       |       |       |       |  |
|  | 5                | Yelena Deméntieva   |                  |                     |                  |    |                     |                 |             |                 |             |             |  |  |       |       |       |       |       |  |
|  | 19               | Nadia Petrova       | 6                | 2                   | 0                |    |                     |                 |             |                 |             |             |  |  |       |       |       |       |       |  |
|  | 19               | Nadia Petrova       | 6                | 2                   | 0                |    |                     |                 |             |                 |             |             |  |  |       |       |       |       |       |  |
|  |                  |                     |                  |                     |                  |    |                     |                 |             |                 |             |             |  |  |       |       |       |       |       |  |

#### Dobles masculino
|  | Cuartos de final | Cuartos de final                     | Cuartos de final | Cuartos de final             | Cuartos de final |   |                           | Semifinales            | Semifinales | Semifinales | Semifinales | Semifinales |   |                           | Final | Final | Final | Final | Final |  |
|  |                  |                                      |                  |                              |                  |   |                           |                        |             |             |             |             |   |                           |       |       |       |       |       |  |
|  |                  |                                      |                  |                              |                  |   |                           |                        |             |             |             |             |   |                           |       |       |       |       |       |  |
|  |                  | Marcelo Melo Bruno Soares            | 7                | 2                            | 0                |   |                           |                        |             |             |             |             |   |                           |       |       |       |       |       |  |
|  |                  |                                      |                  |                              |                  |   |                           |                        |             |             |             |             |   |                           |       |       |       |       |       |  |
|  | 10               | Julian Knowle Andy Ram               | 63               | 6                            | 6                |   |                           |                        |             |             |             |             |   |                           |       |       |       |       |       |  |
|  | 10               | Julian Knowle Andy Ram               | 63               | 6                            | 6                |   | 10                        | Julian Knowle Andy Ram | 4           | 2           |             |             |   |                           |       |       |       |       |       |  |
|  |                  |                                      |                  |                              |                  |   | 10                        | Julian Knowle Andy Ram | 4           | 2           |             |             |   |                           |       |       |       |       |       |  |
|  |                  |                                      | 3                | Lukas Dlouhy Leander Paes    | 6                | 6 |                           |                        |             |             |             |             |   |                           |       |       |       |       |       |  |
|  | 3                | Lukas Dlouhy Leander Paes            | 3                | Lukas Dlouhy Leander Paes    | 6                | 6 | 6                         | 6                      |             |             |             |             |   |                           |       |       |       |       |       |  |
|  | 3                | Lukas Dlouhy Leander Paes            |                  |                              |                  |   |                           |                        |             |             |             |             |   |                           |       |       |       |       |       |  |
|  | 8                | Mariusz Fyrstenberg Marcin Matkowski | 1                | 3                            |                  |   |                           |                        |             |             |             |             |   |                           |       |       |       |       |       |  |
|  | 8                | Mariusz Fyrstenberg Marcin Matkowski | 1                | 3                            |                  |   |                           |                        |             |             |             |             | 3 | Lukas Dlouhy Leander Paes | 5     | 2     |       |       |       |  |
|  |                  |                                      |                  |                              |                  |   |                           |                        |             |             |             |             | 3 | Lukas Dlouhy Leander Paes | 5     | 2     |       |       |       |  |
|  |                  |                                      | 2                | Daniel Nestor Nenad Zimonjić | 7                | 6 |                           |                        |             |             |             |             |   |                           |       |       |       |       |       |  |
|  |                  | Marc López Pere Riba                 | 2                | Daniel Nestor Nenad Zimonjić | 7                | 6 | 1                         | 4                      |             |             |             |             |   |                           |       |       |       |       |       |  |
|  |                  |                                      |                  |                              |                  |   |                           | 4                      |             |             |             |             |   |                           |       |       |       |       |       |  |
|  | 4                | Wesley Moodie Dick Norman            | 6                | 6                            |                  |   |                           |                        |             |             |             |             |   |                           |       |       |       |       |       |  |
|  | 4                | Wesley Moodie Dick Norman            | 6                | 6                            |                  | 4 | Wesley Moodie Dick Norman | 0                      | 3           |             |             |             |   |                           |       |       |       |       |       |  |
|  |                  |                                      |                  |                              |                  | 4 | Wesley Moodie Dick Norman | 0                      | 3           |             |             |             |   |                           |       |       |       |       |       |  |
|  |                  |                                      | 2                | Daniel Nestor Nenad Zimonjić | 6                | 6 |                           |                        |             |             |             |             |   |                           |       |       |       |       |       |  |
|  | 6                | Lukasz Kubot Oliver Marach           | 2                | Daniel Nestor Nenad Zimonjić | 6                | 6 | 5                         | 3                      |             |             |             |             |   |                           |       |       |       |       |       |  |
|  | 6                | Lukasz Kubot Oliver Marach           |                  |                              |                  |   |                           |                        |             |             |             |             |   |                           |       |       |       |       |       |  |
|  | 2                | Daniel Nestor Nenad Zimonjić         | 7                | 6                            |                  |   |                           |                        |             |             |             |             |   |                           |       |       |       |       |       |  |
|  | 2                | Daniel Nestor Nenad Zimonjić         | 7                | 6                            |                  |   |                           |                        |             |             |             |             |   |                           |       |       |       |       |       |  |
|  |                  |                                      |                  |                              |                  |   |                           |                        |             |             |             |             |   |                           |       |       |       |       |       |  |

#### Dobles femenino
|  | Cuartos de final | Cuartos de final                     | Cuartos de final | Cuartos de final                     | Cuartos de final |    |                                  | Semifinales | Semifinales | Semifinales | Semifinales | Semifinales |  |   | Final                          | Final | Final | Final | Final |  |
|  |                  |                                      |                  |                                      |                  |    |                                  |             |             |             |             |             |  |   |                                |       |       |       |       |  |
|  |                  |                                      |                  |                                      |                  |    |                                  |             |             |             |             |             |  |   |                                |       |       |       |       |  |
|  | 1                | Serena Williams Venus Williams       | 6                | 6                                    |                  |    |                                  |             |             |             |             |             |  |   |                                |       |       |       |       |  |
|  | 1                | Serena Williams Venus Williams       | 6                | 6                                    |                  |    |                                  |             |             |             |             |             |  |   |                                |       |       |       |       |  |
|  | 11               | María Kirilenko Agnieszka Radwanska  | 2                | 3                                    |                  |    |                                  |             |             |             |             |             |  |   |                                |       |       |       |       |  |
|  | 11               | María Kirilenko Agnieszka Radwanska  | 2                | 3                                    |                  | 1  | Serena Williams Venus Williams   | 2           | 6           | 6           |             |             |  |   |                                |       |       |       |       |  |
|  |                  |                                      |                  |                                      |                  | 1  | Serena Williams Venus Williams   | 2           | 6           | 6           |             |             |  |   |                                |       |       |       |       |  |
|  |                  |                                      | 3                | Liezel Huber Anabel Medina           | 6                | 2  | 4                                |             |             |             |             |             |  |   |                                |       |       |       |       |  |
|  | 3                | Liezel Huber Anabel Medina           | 3                | Liezel Huber Anabel Medina           | 6                | 2  | 4                                | 1           | 6           | 7           |             |             |  |   |                                |       |       |       |       |  |
|  | 3                | Liezel Huber Anabel Medina           |                  |                                      |                  |    |                                  |             |             | 7           |             |             |  |   |                                |       |       |       |       |  |
|  | 5                | Gisela Dulko Flavia Pennetta         | 6                | 0                                    | 64               |    |                                  |             |             |             |             |             |  |   |                                |       |       |       |       |  |
|  | 5                | Gisela Dulko Flavia Pennetta         | 6                | 0                                    | 64               |    |                                  |             |             |             |             |             |  | 1 | Serena Williams Venus Williams | 6     | 6     |       |       |  |
|  |                  |                                      |                  |                                      |                  |    |                                  |             |             |             |             |             |  | 1 | Serena Williams Venus Williams | 6     | 6     |       |       |  |
|  |                  |                                      | 12               | Květa Peschke Katarina Srebotnik     | 2                | 3  |                                  |             |             |             |             |             |  |   |                                |       |       |       |       |  |
|  | 12               | K. Peschke K. Srebotnik              | 12               | Květa Peschke Katarina Srebotnik     | 2                | 3  | 4                                | 6           | 6           |             |             |             |  |   |                                |       |       |       |       |  |
|  | 12               | K. Peschke K. Srebotnik              |                  |                                      |                  |    |                                  |             |             |             |             |             |  |   |                                |       |       |       |       |  |
|  |                  | A. Bondarenko K. Bondarenko          | 6                | 2                                    | 3                |    |                                  |             |             |             |             |             |  |   |                                |       |       |       |       |  |
|  |                  | A. Bondarenko K. Bondarenko          | 6                | 2                                    | 3                | 12 | Květa Peschke Katarina Srebotnik | 3           | 6           | 6           |             |             |  |   |                                |       |       |       |       |  |
|  |                  |                                      |                  |                                      |                  | 12 | Květa Peschke Katarina Srebotnik | 3           | 6           | 6           |             |             |  |   |                                |       |       |       |       |  |
|  |                  |                                      | 2                | Nuria Llagostera María José Martínez | 6                | 4  | 4                                |             |             |             |             |             |  |   |                                |       |       |       |       |  |
|  |                  | Monica Niculescu Shahar Peer         | 2                | Nuria Llagostera María José Martínez | 6                | 4  | 4                                | 2           | 4           |             |             |             |  |   |                                |       |       |       |       |  |
|  |                  |                                      |                  |                                      |                  |    |                                  | 2           | 4           |             |             |             |  |   |                                |       |       |       |       |  |
|  | 2                | Nuria Llagostera María José Martínez | 6                | 6                                    |                  |    |                                  |             |             |             |             |             |  |   |                                |       |       |       |       |  |
|  | 2                | Nuria Llagostera María José Martínez | 6                | 6                                    |                  |    |                                  |             |             |             |             |             |  |   |                                |       |       |       |       |  |
|  |                  |                                      |                  |                                      |                  |    |                                  |             |             |             |             |             |  |   |                                |       |       |       |       |  |

#### Dobles mixto
|  | Semifinales | Semifinales                       | Semifinales                      | Semifinales | Semifinales |   |   | Final                             | Final | Final | Final | Final |
|  |             |                                   |                                  |             |             |   |   |                                   |       |       |       |       |
|  | 6           | Katarina Srebotnik Nenad Zimonjić | 4                                | 6           | 11          |   |   |                                   |       |       |       |       |
|  | 3           | Nuria Llagostera Oliver Marach    | 6                                | 3           | 9           |   |   |                                   |       |       |       |       |
|  | 3           | Nuria Llagostera Oliver Marach    | 6                                | 3           | 9           |   | 6 | Katarina Srebotnik Nenad Zimonjić | 4     | 7     | 11    |       |
|  |             |                                   |                                  |             |             |   | 6 | Katarina Srebotnik Nenad Zimonjić | 4     | 7     | 11    |       |
|  |             |                                   | Yaroslava Shvédova Julian Knowle | 6           | 65          | 9 |   |                                   |       |       |       |       |
|  |             | Vania King Christopher Kas        | Yaroslava Shvédova Julian Knowle | 6           | 65          | 9 | 4 | 4                                 |       |       |       |       |
|  |             | Vania King Christopher Kas        |                                  |             |             |   | 4 | 4                                 |       |       |       |       |
|  |             | Yaroslava Shvédova Julian Knowle  | 6                                | 6           |             |   |   |                                   |       |       |       |       |

### Categoría junior

#### Individual masculino
|  | Cuartos de final | Cuartos de final | Cuartos de final | Cuartos de final | Cuartos de final |   |                  | Semifinales | Semifinales | Semifinales     | Semifinales | Semifinales |  |  | Final | Final | Final | Final | Final |  |
|  |                  |                  |                  |                  |                  |   |                  |             |             |                 |             |             |  |  |       |       |       |       |       |  |
|  |                  |                  |                  |                  |                  |   |                  |             |             |                 |             |             |  |  |       |       |       |       |       |  |
|  |                  | Agustín Velotti  | 7                | 6                |                  |   |                  |             |             |                 |             |             |  |  |       |       |       |       |       |  |
|  |                  |                  |                  |                  |                  |   |                  |             |             |                 |             |             |  |  |       |       |       |       |       |  |
|  | 5                | Tiago Fernandes  | 69               | 1                |                  |   |                  |             |             |                 |             |             |  |  |       |       |       |       |       |  |
|  | 5                | Tiago Fernandes  | 69               | 1                |                  |   | Agustín Velotti  | 6           | 7           |                 |             |             |  |  |       |       |       |       |       |  |
|  |                  |                  |                  |                  |                  |   | Agustín Velotti  | 6           | 7           |                 |             |             |  |  |       |       |       |       |       |  |
|  |                  |                  |                  | James Duckworth  | 3                | 5 |                  |             |             |                 |             |             |  |  |       |       |       |       |       |  |
|  | 3                | Gianni Mina      | 3                | James Duckworth  | 3                | 5 | 4                |             |             |                 |             |             |  |  |       |       |       |       |       |  |
|  | 3                | Gianni Mina      | 3                |                  |                  |   |                  |             |             |                 |             |             |  |  |       |       |       |       |       |  |
|  |                  | James Duckworth  | 6                | 6                |                  |   |                  |             |             |                 |             |             |  |  |       |       |       |       |       |  |
|  |                  |                  |                  |                  |                  |   |                  |             |             | Agustín Velotti | 6           | 7           |  |  |       |       |       |       |       |  |
|  |                  |                  |                  |                  |                  |   |                  |             |             |                 |             |             |  |  |       |       |       |       |       |  |
|  |                  |                  |                  | Andrea Collarini | 4                | 5 |                  |             |             |                 |             |             |  |  |       |       |       |       |       |  |
|  | 11               | Renzo Olivo      | 6                | Andrea Collarini | 4                | 5 | 3                | 2r          |             |                 |             |             |  |  |       |       |       |       |       |  |
|  | 11               | Renzo Olivo      | 6                |                  |                  |   |                  |             |             |                 |             |             |  |  |       |       |       |       |       |  |
|  |                  | Andrea Collarini | 1                | 6                | 5                |   |                  |             |             |                 |             |             |  |  |       |       |       |       |       |  |
|  |                  | Andrea Collarini | 1                | 6                | 5                |   | Andrea Collarini | 6           | 6           |                 |             |             |  |  |       |       |       |       |       |  |
|  |                  |                  |                  |                  |                  |   | Andrea Collarini | 6           | 6           |                 |             |             |  |  |       |       |       |       |       |  |
|  |                  |                  | 9                | Duilio Beretta   | 3                | 3 |                  |             |             |                 |             |             |  |  |       |       |       |       |       |  |
|  | 9                | Duilio Beretta   | 9                | Duilio Beretta   | 3                | 3 | 6                | 62          | 8           |                 |             |             |  |  |       |       |       |       |       |  |
|  | 9                | Duilio Beretta   |                  |                  |                  |   |                  |             |             |                 |             |             |  |  |       |       |       |       |       |  |
|  |                  | Mate Pavić       | 2                | 7                | 6                |   |                  |             |             |                 |             |             |  |  |       |       |       |       |       |  |
|  |                  |                  |                  |                  |                  |   |                  |             |             |                 |             |             |  |  |       |       |       |       |       |  |
|  |                  |                  |                  |                  |                  |   |                  |             |             |                 |             |             |  |  |       |       |       |       |       |  |

#### Dobles masculino
|  | Semifinales | Semifinales                      | Semifinales | Semifinales                   | Semifinales |   |   | Final                            | Final | Final | Final | Final |  |
|  |             |                                  |             |                               |             |   |   |                                  |       |       |       |       |  |
|  |             |                                  |             |                               |             |   |   |                                  |       |       |       |       |  |
|  |             | Facundo Argüello Agustín Velotti | 6           | 1                             | [10]        |   |   |                                  |       |       |       |       |  |
|  |             | Facundo Argüello Agustín Velotti | 6           | 1                             | [10]        |   |   |                                  |       |       |       |       |  |
|  | 3           | Víktor Báluda Mijaíl Biriukov    | 4           | 6                             | [7]         |   |   |                                  |       |       |       |       |  |
|  | 3           | Víktor Báluda Mijaíl Biriukov    | 4           | 6                             | [7]         |   |   | Facundo Argüello Agustín Velotti | 3     | 2     |       |       |  |
|  |             |                                  |             |                               |             |   |   | Facundo Argüello Agustín Velotti | 3     | 2     |       |       |  |
|  |             |                                  | 7           | Duilio Beretta Roberto Quiroz | 6           | 6 |   |                                  |       |       |       |       |  |
|  | 7           | Duilio Beretta Roberto Quiroz    | 7           | Duilio Beretta Roberto Quiroz | 6           | 6 | 6 | 5                                | [10]  |       |       |       |  |
|  | 7           | Duilio Beretta Roberto Quiroz    |             |                               |             |   | 6 | 5                                | [10]  |       |       |       |  |
|  | 2           | Peter Heller Kevin Krawietz      | 4           | 7                             | [7]         |   |   |                                  |       |       |       |       |  |
|  | 2           | Peter Heller Kevin Krawietz      | 4           | 7                             | [7]         |   |   |                                  |       |       |       |       |  |
|  |             |                                  |             |                               |             |   |   |                                  |       |       |       |       |  |